# Raeffsky-szigetek
A Raeffsky-szigetek (franciául: Îles Raéffsky vagy Îles Raevski) egy szigetcsoport a Dél-Csendes-óceánon. A terület politikailag Francia Polinéziához tartozik. A Raeffsky szigetcsoport a Tuamotu-szigetek egyik alcsoportja, amely kis korálszigetekből áll.
A Tuamotu-szigeteket legelőször a polinéziai emberek népesítették be, akiknek közös nyelvük és kultúrájuk van. A Raeffsky-szigetek a Tuamotu szigetcsoport középső részén található.

## Atolljai
A Raeffsky-szigetek a következő atollokból áll:
- Hiti (lakatlan)
- Dél-Tepoto (lakatlan)
- Tuanake (lakatlan)